# Stäppflyghöna
Stäppflyghöna (Syrrhaptes paradoxus) är en medelstor fågel i familjen flyghöns. Den häckar i Centralasien. IUCN kategoriserar den som livskraftig.

## Utseende
Stäppflyghönan är 30-41 cm lång med ett litet, duvlikt huvud och nacke, men där övriga kroppen är kraftig och kompakt. Den har långa spetsiga vingar och stjärt, och dess tars och klor är befjädrade. Fjäderdräkten är sandfärgad med mörk vattring på ovansidan, en svart fläck på buken och undersidan av vingarna är ljusa. Arten skiljs ifrån den närbesläktade tibetflyghöna på den mörka fläcken på buken och de ljusa vingundersidorna. Hanen har grått huvud och bröst, orange ansikte och ett smalt grått bröstband. Honan är något mörkare, saknar bröstband och är kraftigare vattrad på ryggen.

## Läte
Stäppflyghönan är ljudlig i flockar, med ett "kirik" eller "cu-ruu cu-ruu-cu-ou-ruu". Även snabba och upprepade "kukerik" och kluckande "cho-ho-ho-ho". I flykten avger vingarna ett hummande ljud.

## Utbredning

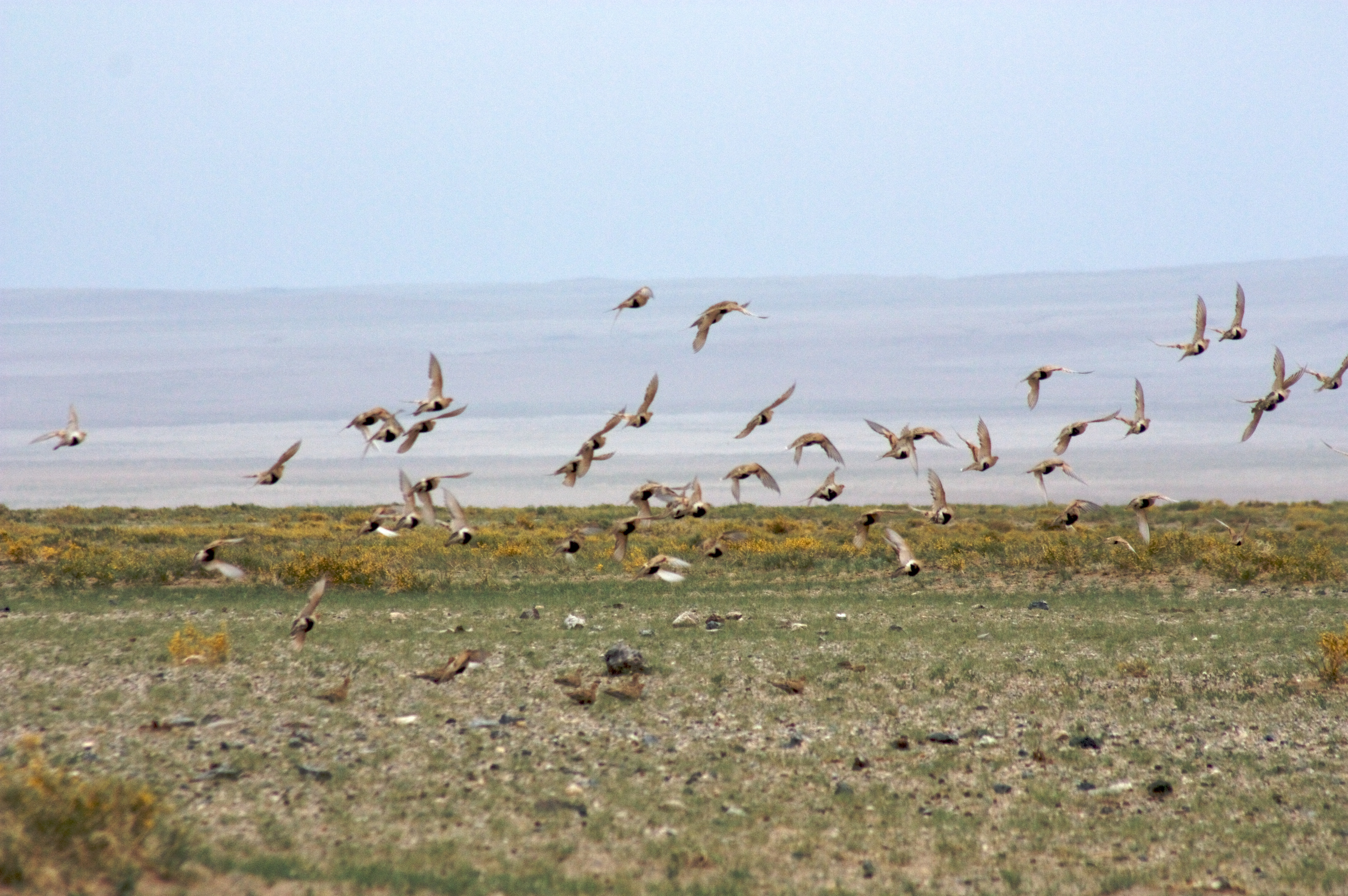
Stäppflyghöns i Gobiöknen.

Stäppflyghönan häckar i centrala Asien på torra stäpper och liknande biotoper. Den häckar i Kina, Kazakstan, Kirgizistan, Mongoliet, Ryssland och Uzbekistan. Delar av populationen är flyttfåglar, speciellt de som häckar i dess norra utbredningsområde i Kazakstan och Mongoliet, men hur långt söderut de flyttar och vilka populationer som flyttar beror på mängden snö.
Stäppflyghöna genomför ibland invasionsartade förflyttningar från sina häcknings- och vinterområden och kan då uppträda över stora delar av Europa, och har observerats så långt västerut som Spanien, Skandinavien, Storbritannien och Färöarna, och arten har vid sådana tillfällen även häckat i Europa, bland annat på Irland. Orsakerna till dessa förflyttningar är inte fullt utredda, men de sker allt mer sällan, vilket förmodligen beror på att artens utbredningsområde i västra Sibirien minskas och koncentreras på grund av uppodlingen av stäppen. 1863 och 1888 skedde det två största kända inflödena av stäppflyghönor över Västeuropa då tusentals individer observerades. Efter denna invasion är arten en mycket sällsynt gäst i Europa, med endast ett senare fynd i Sverige då en individ uppehöll sig 23-25/6 1969 i Vindelälvens delta i Ammarnäs, Lappland.

## Ekologi

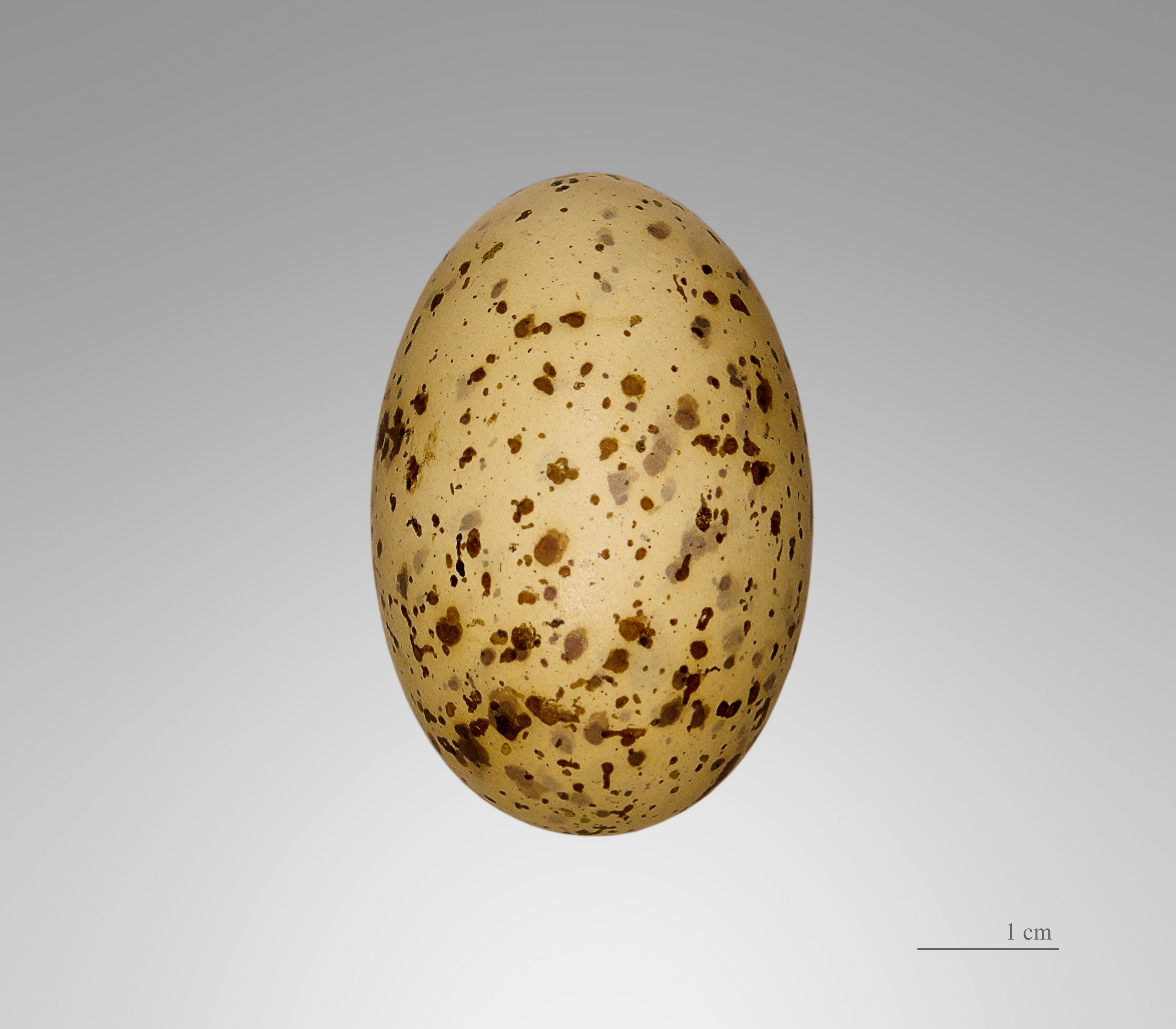

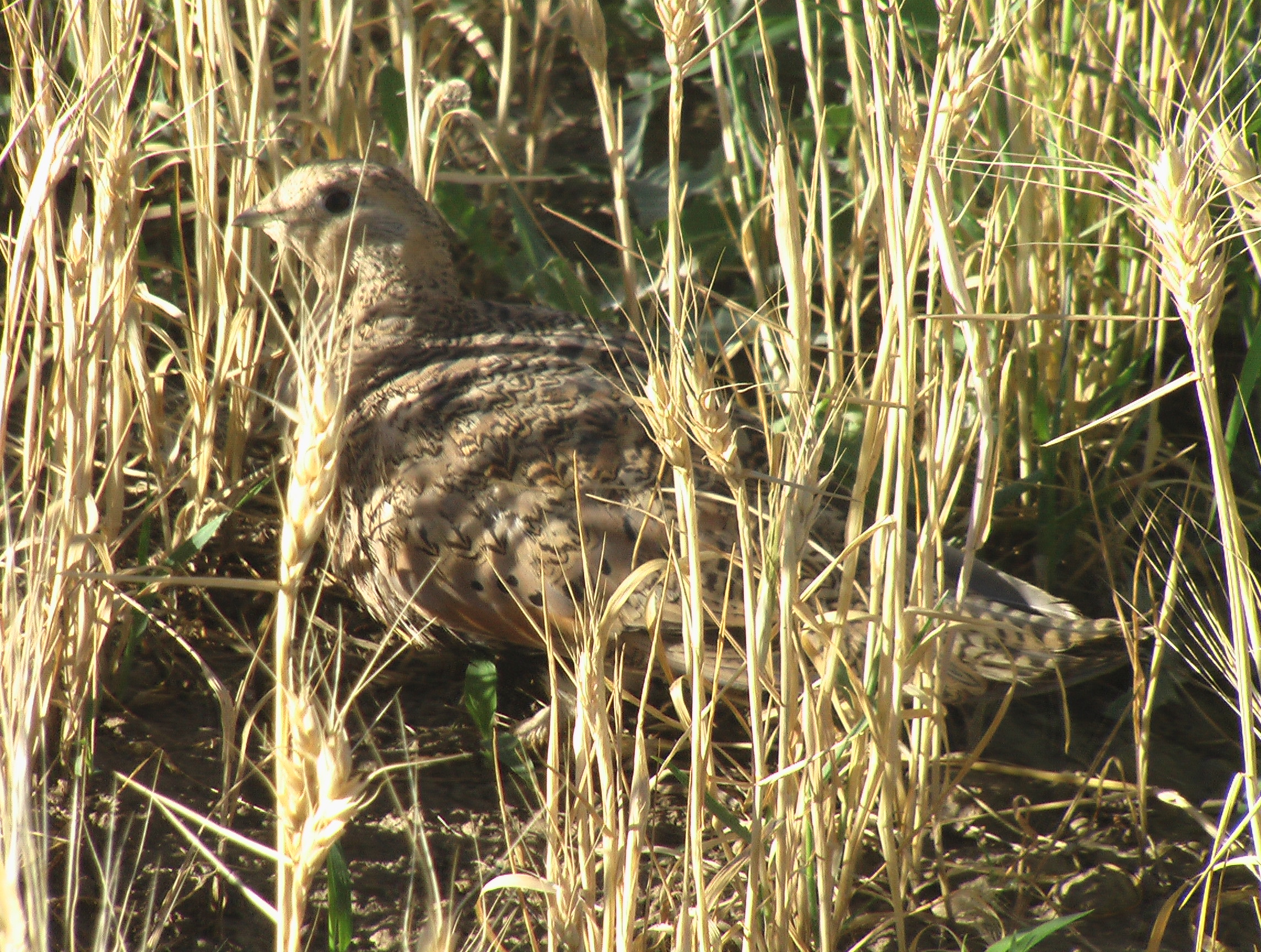
Hona av stäppflyghöna fotograferad i Gobiöknen i västra Mongoliet.

Stäppflyghönan lägger två till fyra, men vanligtvis tre, spräckliga grönaktiga ägg i en uppskrapad grop direkt på marken. De lägger en kul per år och äggen ruvas i 23-28 dagar av båda föräldrarna. Stäppflyghönans vingar har en utformning som tillåter den att flyga mycket fort och hastigheter på upp till 64 km/h har observerats. På grund av dess torra diet som främst består av frön så behöver den dricka stora mängder vatten. Stora flockar med flera tusen individer flyger till vattenhål vid skymning eller gryning. Det finns rapporter om flockar som genomför dagliga flygrutter på upp till 121 km tur och retur till vattenhål.. Hanarna låter vatten sugas upp i bukfjädrarna, så kallad bukblötning, för på detta sätt kunna transportera vätska till sina ungar som inte kan uppsöka vattenhålet.

## Taxonomi
Stäppflyghönan beskrevs taxonomiskt första gången 1773 av Peter Simon Pallas under det vetenskapliga namnet Tetrao paradoxa och kategoriserades alltså som en fälthöna i samma släkte som tjäder och orre. Detta visade sig senare vara fel och arten inordnades i ordningen flyghöns (Pteroclidiformes) som bara omfattar en familj och som i sin tur delas upp i de två släktena Syrrhaptes och Pterocles. Stäppflyghönan utgör det lilla släktet Syrrhaptes tillsammans med sin närmsta släkting tibetflyghöna (S. tibetanus). Resultat från DNA-studier tyder dock på att släktet Pterocles är parafyletiskt i förhållande till Syrrhaptes. Det medför att antingen bör Syrrhaptes-flyghönsen inkluderas i Pterocles eller så bör brunbukig flyghöna med släktingar flyttas till Syrrhaptes. Inga större taxonomiska auktoriteter har dock ännu följt dessa resultat.

## Stäppflyghönan och människan

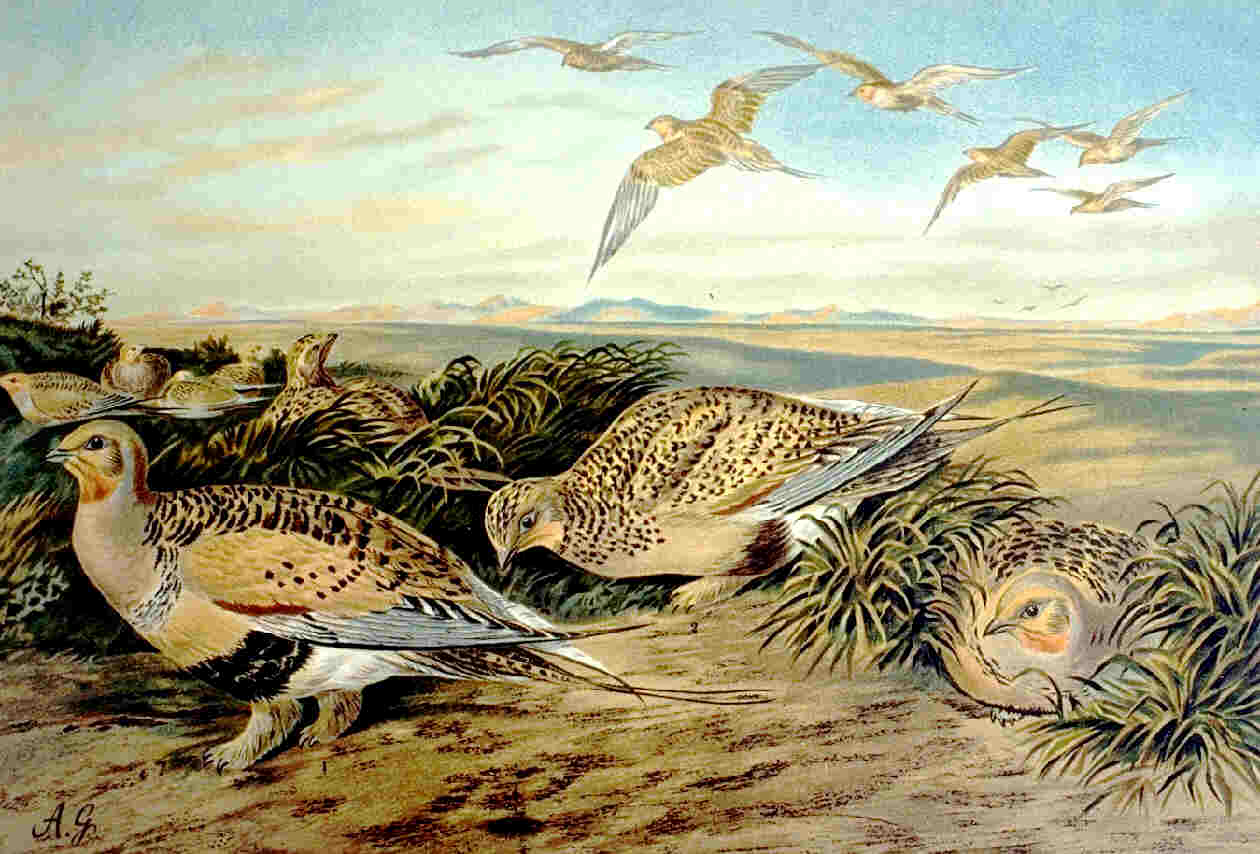
Illustration av stäppflyghöna ur Johann Friedrich Naumanns Naturgeschichte der Vögel Mitteleuropas, 1899.

### Status och hot
Stäppflyghönan har ett mycket stort utbredningsområde och populationestrenden verkar stabil. Populationsstorleken har inte beräknats men tros vara stor. Detta sammanräknat gör att IUCN anser att arten inte är hotad och kategoriserar den som livskraftig (LC).

### I kulturen
Marco Polo nämner en fågel som kallas Bargherlac i sin bok Il Milione, vilket förmodligen syftar på stäppflyghönan.

### Namn
Fågeln har på svenska tidigare kallats både stäpphöna och sandhöna.